# Чорна магія, або Побачення з дияволом
«Чорна магія, або Побачення з дияволом» (рос. «Чёрная магия, или Свидание с дьяволом») — молдовський радянський художній фільм 1990 року режисерів Бориса Дурова і Юрія Музики.

## Сюжет
1946 рік. Втомлені від бідноти і голоду селяни звертаються за допомогою до Чорної Магії. Така книга є у сільського грамотія Петруца, який знайшов її в покинутій царській садибі. І тепер кожен заражений божевільною ідеєю — укласти угоду з дияволом...

## У ролях
- Олександр Зоріле
- Стелла Мирзенко
- Капітоліна Іллєнко
- Віктор Яковлєв
- Світлана Янковська
- Мартіньш Вілсонс
- Любомир Йорга
- Василе Тебирце
- Іон Аракелов
- Миколу Даріє

## Творча група
- Сценарій: Борис Дуров, Георгій Клінт Маларчук
- Режисер: Борис Дуров, Юрій Музика
- Оператор: Євген Анісімов
- Композитор: Євген Геворгян